# У крижаному полоні
«У крижаному полоні» (англ. Ice Bound) — телевізійний фільм CBS 2003 року з Сьюзен Серендон у головній ролі лікаря Джеррі Нільсен. Фільм знятий за мотивами бестселеру «У крижаному полоні: Неймовірна битва лікаря за виживання на Південному полюсі». Це справжня історія виживання лікаря, яка перебуваючи на дослідницькій станції Південного полюса, виявляє в себе пухлину в грудях і через погодні умови змушена за допомогою колег лікувати хворобу на Антарктиді. Прем'єра фільму відбулась на телеканалі CBS 20 квітня 2003 року.

## Сюжет
Фільм розповідає про те, як у 1999 році 46-річний лікар Нільсен вирішила залишити Огайо та провести рік на полярній станції Амундсен-Скотт в Антарктиді, одному з найвіддаленішому та найнебезпечнішому місці на Землі. Умови на станції далеко некеровані з зимовими температурами до 100 градусів нижче нуля. Приєднавшись до команди дослідників, будівельників і персоналу з обслуговування, лікар Нільсен мала нести повну відповідальність за психічне та фізичне здоров'я всіх мешканців, які застрягли на станції на зиму. Під час довгої антарктичної зими Нільсен виявляє пухлину в себе у грудях, тому змушена самостійно зробити біопсію. Спілкуючись електронною поштою з лікарями США, вона дізнається, що рак є агресивним і швидко розростається. Щоб вона змогла протриматися кілька місяців, поки умови не дозволять літакам приземлитися та врятувати її з континенту, лікарі сходяться на думці, що їй потрібно буде негайно почати курс хіміотерапії.
Ризикуючи життям, рятувальники героїчно скидають з повітря необхідні припаси на станцію і з допомогою товаришів, зокрема Великого Джона Пенні (Айдан Дівайн) і Клер Фурінськи (Синтія Мейс), Нільсен починає виснажливу хіміотерапію. Зрештою, повітряна Національна гвардія робить сміливий порятунок, висаджує нового лікаря та повертає Нільсен до США, де вона може звернутися за повною медичною допомогою для лікування свого раку.

## У ролях
| Актор              | Роль               |
| ------------------ | ------------------ |
| Сьюзен Серендон    | Джеррі Нільсен     |
| Айдан Дівайн       | Великий Джон Пенні |
| Синтія Мейс        | Клер Фурінськи     |
| Пауліно Нюнс       | Раф Поллард        |
| Стів Кьюмін        | Сенді              |
| Ричард Во          | Г'ю                |
| Джо Пінг           | Піт                |
| Кетрін Зенна       | Енні               |
| Бенц Антуан        | Морріс             |
| Крістен Голден-Рід | Лунар              |

## Виробництво
У грудні 2002 року стало відомо, що Сьюзен Серендон отримала головну роль у телефільмі виробництва CBS. Стрічку знімали біля замерзлого озера Сімко в Онтаріо.

## Сприйняття

### Критика
Слоар Тріер написав у «Радіо таймс»: «Це переконлива розповідь про героїзм окремих людей і спільноти, який навряд чи виправданий обмеженим бюджетом телевізійного формату. Хоча деякі фонові зображення виглядають несправжніми, режисер Роджер Споттісвуд щосили намагається наповнити події атмосферою та емоціями». Він також відмітив гру Серендон, як і Террі Келегер з «Піпл», який зазначив, що «Сьюзен Серендон абсолютно переконлива в ролі Нільсен». Голлі Е. Одвей високо оцінила гру головної акторки, проте розкритикувала фільм за слабку драму, кволий сценарій та сюжет. Сама ж Нільсен була невдоволена її зображенням: «Серендон занадто замкнена, занадто сердита та занадто сувора до себе» та додала: «Мені не сподобалося, як мене зобразили, тому що це дуже відрізняється від того, якою я є». Вона зізналася, що воліла б, щоб її зіграла Меріл Стріп.

### Номінації та нагороди
| Нагороди та номінації фільму «У льодовиковому полоні» | Нагороди та номінації фільму «У льодовиковому полоні» | Нагороди та номінації фільму «У льодовиковому полоні»                          | Нагороди та номінації фільму «У льодовиковому полоні» | Нагороди та номінації фільму «У льодовиковому полоні» | Нагороди та номінації фільму «У льодовиковому полоні» |
| Рік                                                   | Кінофестиваль/кінопремія                              | Категорія/нагорода                                                             | Номінант                                              | Результат                                             |                                                       |
| ----------------------------------------------------- | ----------------------------------------------------- | ------------------------------------------------------------------------------ | ----------------------------------------------------- | ----------------------------------------------------- | ----------------------------------------------------- |
| 2004                                                  | «Золота бобина»                                       | Найкращий монтаж звуку у повнометражному телефільмі — звукові та шумові ефекти | Джаніс Єруллі, Джейн Таттерсолл, Марк Шнурівський     | Номінація                                             |                                                       |